# Labesweg

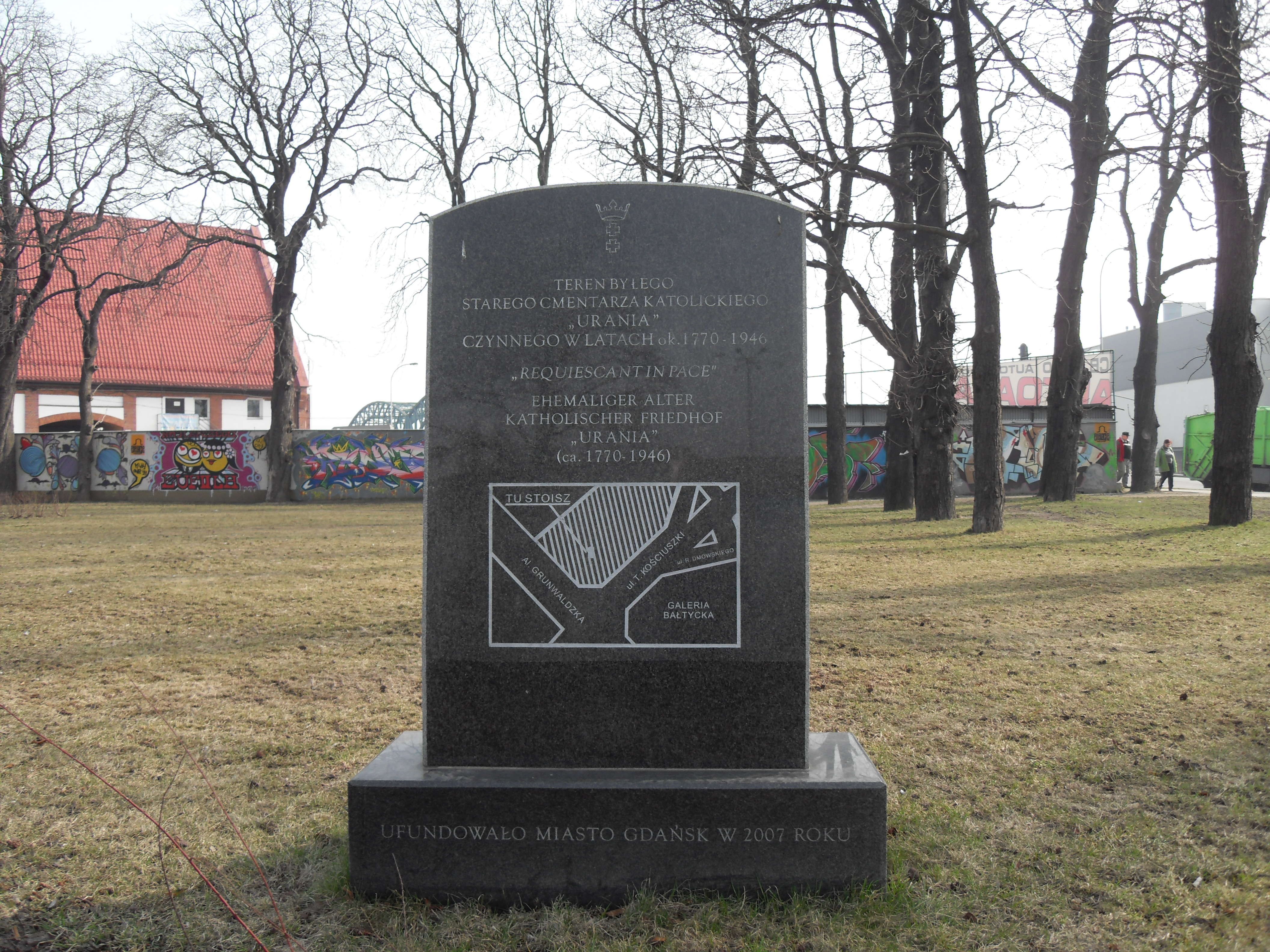
Teren byłego cmentarza katolickiego "Urania" czynnego w latach ok. 1770-1946 w zachodniej (początkowej) części Labesweg

Labesweg (niem. Labes Weg) – nazwa historycznej ulicy na terenie Gdańska, w dzielnicy Wrzeszcz.

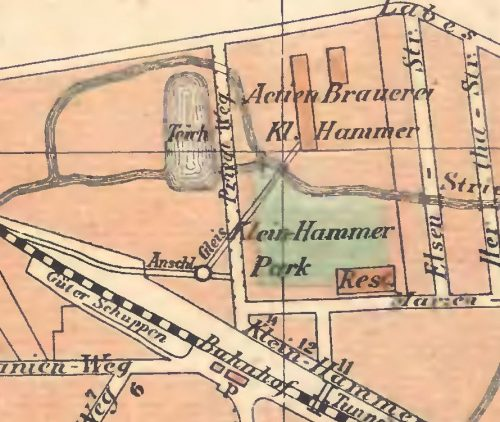
Środkowy odcinek ulicy Labesa na planie z 1899

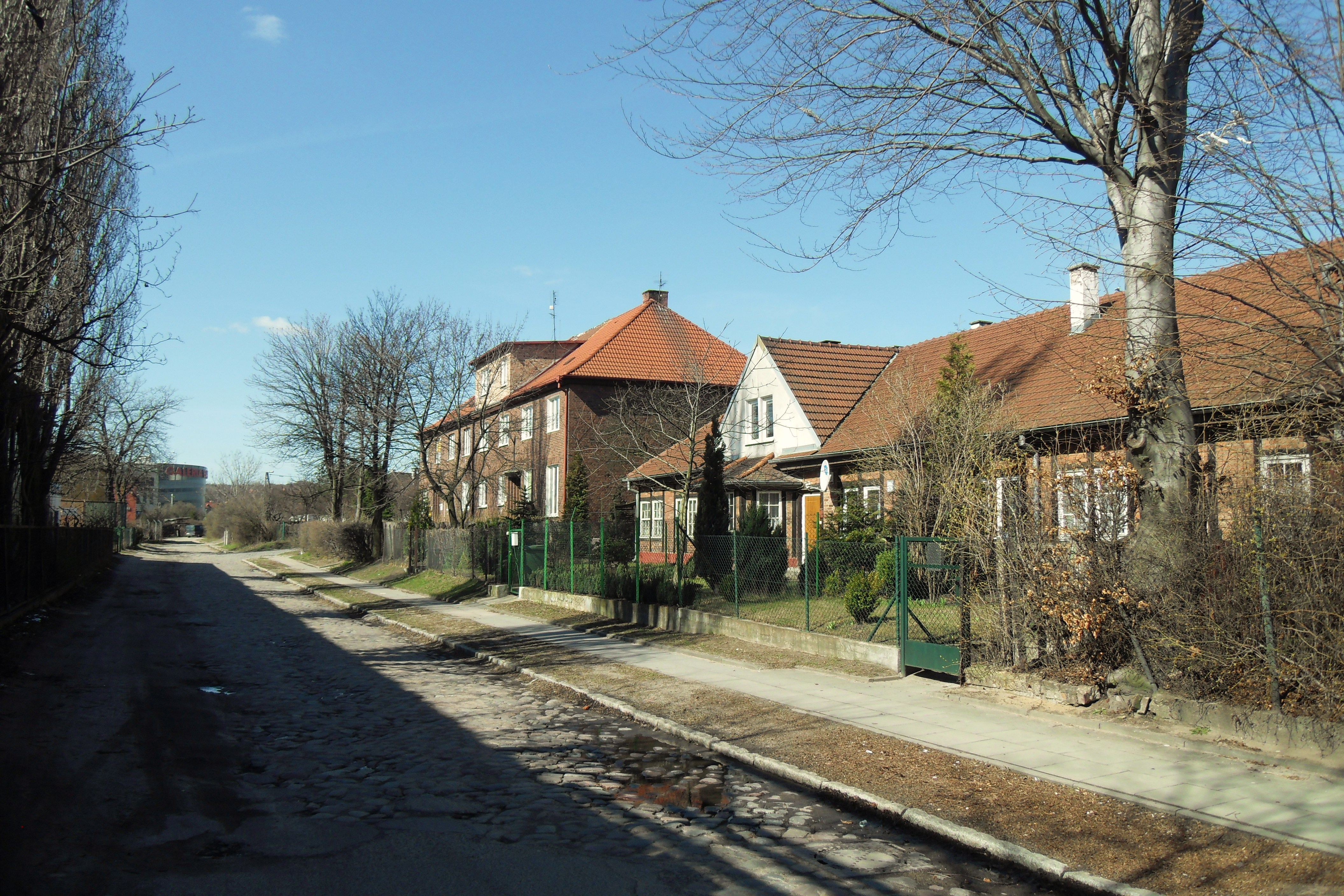
Ul. Nad Stawem, d. środkowo-zachodni odcinek Labesweg, w sąsiedztwie Stawu Browarnego

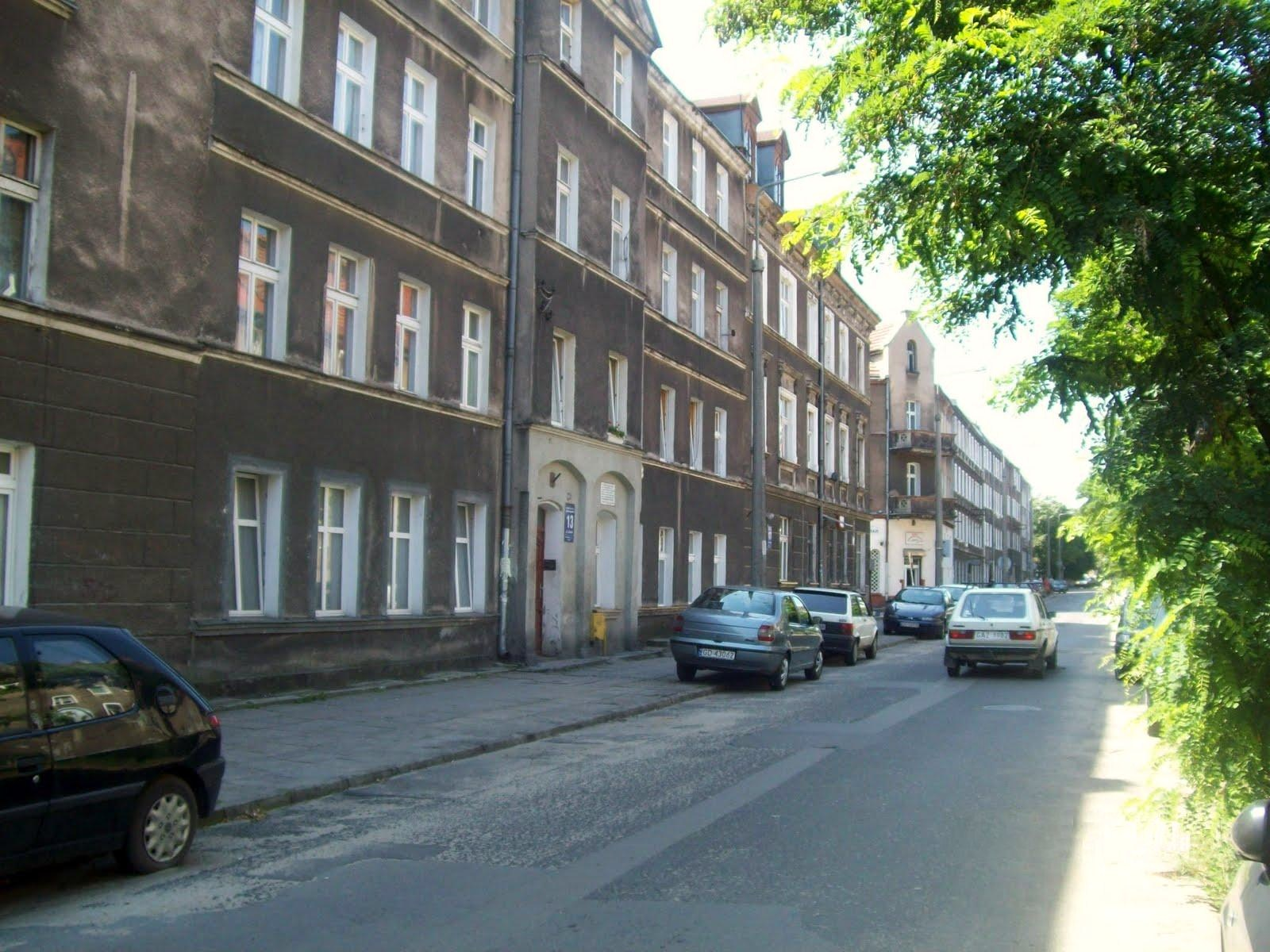
Ul. Lelewela

## Historia
Ulica biegła szlakiem traktu, który już w XVIII wieku łączył wieś Strzyża Dolna, poprzez Kuźniczki z Nowymi Szkotami, równolegle do potoku Strzyża.
W XIX wieku została nazwana imieniem gdańskiego kupca, Johanna Labesa. Długość ulicy wynosiła ok. 1150 m. W 1870 roku ulica została przecięta linią kolejową (obecnie linia kolejowa nr 202).
W miejscu jej początkowego odcinka znajduje się obecnie Galeria Bałtycka. Kolejny fragment (nazwany w Wolnym Mieście Gdańsku Am Kleinhammerteich) został zachowany do czasów współczesnych jako brukowana ulica Nad Stawem. Domy przy niej się znajdujące określane były jako Indiańska Wioska. Środkowa część została w latach 30. XX wieku zamknięta i zabudowana obiektami dawnego browaru. Końcowy fragment nosi współcześnie nazwę Joachima Lelewela.
Przy Labesweg znajdowały się w początkach XX wieku pierwsze zabudowania wytyczonego ok. 1910 roku lotniska w Gdańsku.
Przy Labesweg nr 13 wychowywał się pisarz Günter Grass.
Odcinek na terenie dawnego browaru ma zostać otwarty dla ruchu pieszego i samochodowego. Planowany termin - od 2012 do 2014 roku - łączy się z planowaną budową obiektu handlowo-usługowego pod nazwą Galeria Metropolia (wcześniej Centrum Hevelius).